# Marco Antônio Colonna (cardeal do século XVIII)
Marco Antônio Colonna (Roma, 16 de agosto de 1724 - Roma, 4 de dezembro de 1793) foi um cardeal do século XVIII

## Biografia
Nasceu em Roma em 16 de agosto de 1724. Quarto dos quinze filhos de Fabrizio Colonna, príncipe de Paliano, grande connestabile do Reino de Nápoles, e Caterina Zefirina Salviati. Os outros irmãos eram Maria Vittoria, Filippo, Lorenzo, Pietro Pamphili, Francesco Giuseppe, Giovanni Battista, Maria Isabella, Pamphilio, Maria Felice, Maria Teresa, Lucrezia, Agata, Federico e Chiara. Sobrinho-neto do cardeal Carlo Colonna (1706) e irmão do cardeal Pietro Colonna Pamphilj (1766). Primo do cardeal Scipione Borghese (1770). Outros cardeais dos diferentes ramos da família foram Giovanni Colonna (1212); Giacomo Colonna (1278); Pietro Colonna (1288); Giovanni Colonna (1327); Agapito Colonna (1378); Stefano Colonna (1378); Oddone Colonna (1405; mais tarde Papa Martinho V); Próspero Colonna (1426); Giovanni Colonna (1480); Pompeo Colonna (1517); Marco Antonio Colonna, sênior (1565); Ascanio Colonna (1586); Girolamo Colonna (1627); Prospero II Colonna (1739); Prospero Colonna di Sciarra (1743); Girolamo Colonna di Sciarra (1743); Pietro Colonna (1766), que adotou o sobrenome Pamphili; e Nicola Colonna , 1785.
Em 22 de setembro de 1745, obteve o doutorado in utroque iure , direito canônico e civil, e em teologia, discutindo sua tese na presença do Papa Bento XIV; a tese foi publicada em Roma nesse mesmo ano.
Prefeito do Sagrado Palácio Apostólico, 1743, quando seu tio Girolamo foi promovido a cardinalato; O cardeal Girolamo manteve a jurisdição do cargo até setembro de 1756, quando foi nomeado camerlengo da Santa Igreja Romana; e Monsenhor Marcantonio o título honorífico. Protonotário apostólico numerario participante , 30 de agosto de 1744. Referendário dos Tribunais da Assinatura Apostólica da Justiça e da Graça, 7 de janeiro de 1747. Abade in commendam da abadia de S. Paolo, Albano, desde março de 1747; e das abadias de S. Vincenzo al Volturno S. Lazaro di Capua; e S. Pietro em Ciamprisco. Consultor da SC dos Ritos, desde abril de 1747.
Criado cardeal diácono no consistório de 24 de setembro de 1759; recebeu o chapéu vermelho em 27 de setembro de 1759; e a diaconia de S. Maria em Aquiro, em 19 de novembro de 1759. Recebeu as ordens menores em 11 de fevereiro de 1760; e o diaconato em 9 de março de 1760.
Ordenado em 1º de fevereiro de 1761. Optou pela ordem dos cardeais sacerdotes e pelo título de S. Maria della Pace em 19 de abril de 1762.
Eleito arcebispo titular de Corinto, em 19 de abril de 1762. Vigário geral de Sua Santidade para a cidade de Roma, em 20 de abril de 1762. Prefeito da SC para a Residência dos Bispos, em 20 de abril de 1762 até sua morte. Consagrado, 25 de abril de 1762, na Capela Paulina do Palácio Apostólico do Quirinale, Roma, pelo Papa Clemente XIII, coadjuvado pelo Cardeal Giovanni Francesco Albani, bispo de Sabina, e pelo Cardeal Henrique Benedito Maria Stuart, duque de York, bispo de Frascati. Arcipreste da basílica patriarcal da Libéria, janeiro de 1763. Em 1763, foi nomeado membro da SS. CC. dos Ritos, Conselho Tridentino, Tecido de São Pedro, Imunidade Eclesiástica, Santo Ofício e Indulgências e Sagradas Relíquias. Participou do conclave de 1769, que elegeu o Papa Clemente XIV. Camerlengo do Sagrado Colégio dos Cardeais, 20 de janeiro de 1770 até 4 de março de 1771. Prefeito do espiritual do Collegio e Seminario Romani , novembro de 1773. Em 1774, opôs-se ao fechamento provisório do Seminario Romano , dirigido pelos jesuítas. Participou do conclave de 1774-1775, que elegeu o Papa Pio VI. Nomeado legado a latere para a abertura e fechamento da Porta Santa para o Ano Jubilar de 1775, na basílica patriarcal da Libéria, em 13 de novembro de 1775. Prefeito da SC de Bispos e Regulares. Prefeito da formação espiritual do Colégio Romano . Optou pelo título de S. Lorenzo em Lucina, 25 de junho de 1784. Cardeal protoprete. Optou pela ordem dos cardeais bispos e pela sede suburbicária de Palestrina, em 20 de setembro de 1784. Seu principal interesse era o seminário diocesano, ao qual deixou ao morrer uma riquíssima dotação. Protetor da Congregação Silvestrina; da capela paulina na basílica patriarcal liberiana; da Congregação dos Clérigos Regulares (Teatinos); da Congregação dos Escolápios (Scoloppini); do Colégio Nazareno , Roma; da Congregação dos Benefratelli ; da Ordem Camaldulense; e de vários outros estabelecimentos e confraternizações. Ele era muito generoso e protetor dos pobres.
Morreu em Roma em 4 de dezembro de 1793. Exposto na basílica de Ss. XII Apostoli, Roma, sua paróquia, onde se realizou o funeral; e sepultado nessa mesma igreja, conforme seu testamento (1) .